# Союзна контрольна комісія

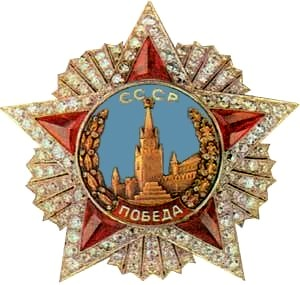
Король Румунії Міхай I був удостоєний найвищого радянського військового ордена за повалення нацистського союзника маршала Антонеску в ході перевороту 23 серпня 1944.

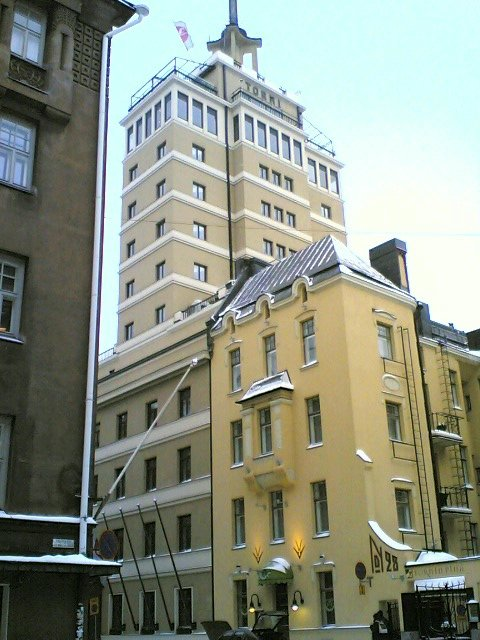
У Гельсінкі союзницька контрольна комісія займала готель «Торні».

Після припинення військових дій у Другій світовій війні союзні держави взяли під свій контроль переможені країни Осі. Передбачаючи поразку Німеччини та Японії, вони вже створили 
Європейську консультативну комісію і висунули ідею Далекосхідної комісії, щоб виробити рекомендації для післявоєнного життя. Через так звані «союзницькі комісії», які часто іменувалися «союзницькими контрольними комісіями» і складалися з представників основних союзників у Другій світовій війні, їм вдалося встановити контроль над переможеними державами. Комісії було утворено для таких країн:
- Австрія
- Болгарія
- Італія
- Німеччина
- Румунія
- Угорщина
- Фінляндія
- Японія